# Isamu Imoto
Isamu Imoto (井本 勇 Imoto Isamu?, 17 de septiembre de 1925 – 23 de abril de 2018) fue un político japonés, que ocupó el puesto de la Prefectura de Saga de 1991 a 2003.

## Biografía
Isamu Imoto nació el 17 de septiembre de 1925. Después de graduarse de la Escuela Secundaria Takeo Junior (ahora Escuela Secundaria Takeo de la Prefectura de Saga), fue contratado por la Oficina de la Prefectura de Saga en 1947. Después de trabajar como Subdirector de Asuntos Económicos y Director de Asuntos Generales, cumplió dos mandatos como Vicegobernador a partir de 1982. Fue nominado por los partidos Liberal Democrático, Democrático, Nuevo Komeito y Socialista, y cumplió tres mandatos de cuatro años a partir de 1991. Durante su tiempo como gobernador, promovió el mantenimiento del parque histórico de las Ruinas de Yoshinogari, la celebración de la Exposición Universal y la apertura del Aeropuerto de Saga. Cada elección que ganó, lo hizo con más de 300.000 votos. Se jubiló en 2003 sin nombrar a Yasushi Furukawa como sucesor. El 3 de noviembre recibió la Orden del Sol Naciente. Falleció el 23 de abril de 2018 a los 92 años.